# Dương Ngọc Lắm
Dương Ngọc Lắm (1924 - 1973) nguyên là cựu tướng lĩnh Kỵ binh của Quân lực Việt Nam Cộng hòa, cấp bậc Thiếu tướng. Ông xuất thân từ trường Võ bị Viễn Đông do Quân đội Pháp mở ra ở Nam Cao nguyên Trung phần Việt Nam. Ông đã phục vụ trong Binh chủng Thiết giáp một thời gian, sau chuyển sang đơn vị Bộ binh. Trong giai đoạn từ năm 1963 đến năm 1964, ông tham gia hầu hết các cuộc binh biến, trong đó có cuộc binh biến bất thành do tướng Dương Văn Đức cầm đầu, dẫn đến sự chấm dứt đường binh nghiệp của ông khi ông mới 40 tuổi.

## Tiểu sử & Binh nghiệp
Ông sinh năm 1924 trong một gia đình thương nhân khá giả tại Gia Định (nay thuộc Thành phố HCM). Thiếu thời ông học cấp Tiểu và Trung học theo giáo trình Pháp tại Sài Gòn. Năm 1942, ông tốt nghiệp Trung học Đệ nhất cấp với văn bằng Thành chung. Sau đó được bổ dụng làm công chức ngoại ngạch tại Gia Định cho đến ngày gia nhập quân đội.

### Quân đội Liên hiệp Pháp
Giữa năm 1946, ông nhập ngũ vào Quân đội Thuộc địa Pháp, được cử theo học khóa 1 Nguyễn Văn Thinh tại trường Võ bị Liên quân Viễn Đông (École Militaire Inter-Armes d'Extrême-Orient) ở Đà Lạt, khai giảng ngày 15 tháng 7 năm 1946. Ngày 1 tháng 7 năm 1947 mãn khóa. Vì không đủ điểm trung bình nên ông tốt nghiệp với cấp bậc Thượng sĩ, cùng đợt với một số sĩ quan trẻ người Việt khác như Nguyễn Khánh, Trần Thiện Khiêm, Dương Văn Đức, Lâm Văn Phát. Là những người sau này có ảnh hưởng quan trọng đến cuộc đời binh nghiệp của ông.
Tháng 8 năm 1947, ông được học bổ túc tiếp vào khóa Đỗ Hữu Vị tại trường Sĩ quan Nước Ngọt đặt tại Cap Saint Jacques (Vũng Tàu). Ngày 1 tháng 7 năm 1948 mãn khóa tốt nghiệp với cấp bậc Thiếu úy hiện dịch. Ra trường, ông được chọn về đơn vị Thám thính thuộc Quân đội Liên hiệp. Ngay sau đó, ông tiếp tục được sang Pháp theo học khóa căn bản Thiết giáp ở trường Kỵ binh Saumur.

### Quân đội Quốc gia Việt Nam
Giữa năm 1950, sau khi về nước ông phục vụ đơn vị Việt Nam thuộc Quân đội Quốc gia, là thành phần trong Quân đội Liên hiệp Pháp. Ngày 1 tháng 7, ông được thăng cấp Trung úy và nhận nhiệm vụ làm huấn luyện viên Binh chủng Thông vận Binh (sau đổi thành Quân vận) cho khóa 3 Trần Hưng Đạo tai trường Võ bị Liên quân Đà Lạt (sau đổi tên thành trường Võ bị Quốc gia). Tháng 12 cùng năm, Quân đội Pháp chuyển giao một Trung đội Thám thính xa cho trường Võ bị Liên quân Đà Lạt để dùng vào việc huấn luyện cho các khóa sinh sĩ quan người Việt. Ông được chuyển về trường để giữ chức Trung đội trưởng Trung đội Thám thính xa. Tháng 4 năm 1951, ông chuyển sang làm cán bộ chỉ huy các đơn vị khóa sinh của trường và được cử làm Trung đội trưởng Trung đội 2 khóa sinh của khóa 4 Lý Thường Kiệt.
Đầu năm 1952, ông được thăng cấp Đại úy, chuyển ra Huế làm Đại đội trưởng Đại đội 2 Thám thính đồn trú tại An Nông. Về sau, bàn giao Đại đội này lại cho Đại úy Hoàng Đôn Thận. Cuối tháng 7 năm 1954, ông được thăng cấp Thiếu tá và được cử làm Trung đoàn trưởng Trung đoàn 3 Thám thính đồn trú tại Nha Trang.

### Quân đội Việt Nam Cộng hòa
Cuối tháng 3 năm 1955, ông được chuyển về Trung ương sau khi bàn giao Trung đoàn 3 lại cho Thiếu tá Trần Văn Ái. Ngay sau đó ông được cử giữ chức vụ Thanh tra kiêm Chỉ huy trưởng đầu tiên của Bộ chỉ huy Thiết giáp binh. Sau 2 tháng chuyển sang cơ cấu mới là Quân đội Việt Nam Cộng hòa (đổi tên từ Quân đội Quốc gia), tháng 1 năm 1956, ông được thăng cấp Trung tá tại nhiệm.
Tháng 5 năm 1957, ông nhận lệnh bàn giao Bộ chỉ huy Thiết giáp lại cho Trung tá Hoàng Xuân Lãm (nguyên Trung đoàn trưởng Trung đoàn 1 Thiết giáp). Ngay sau đó, ông được cử đi du học lớp Chỉ huy Tham mưu cao cấp tại Học viện Chỉ huy và Tham mưu Fort Leavenworth thuộc Tiểu bang Kansas, Hoa Kỳ. Ngày 23 tháng 8 năm 1958 mãn khóa về nước, ông được cử làm Tư lệnh Sư đoàn 2 Dã chiến (tiền thân của Sư đoàn 2 bộ binh) thay thế Trung tá Lê Quang Trọng. Cùng thời gian này, Thiếu tá Võ Hữu Thu được cử làm Tham mưu trưởng. Ngày Quốc khánh Đệ nhất Cộng hòa 26 tháng 10 năm 1959, ông được thăng cấp Đại tá tại nhiệm.
Cuối năm 1960, khi xảy cuộc đảo chính ngày 11 tháng 11 do Đại tá Nguyễn Chánh Thi cầm đầu, ông đang ở tại Sài Gòn và bị kẹt không thể trở về chỉ huy đơn vị (Sư đoàn 2 tạm thời do Thiếu tá Nguyễn Ấm xử lý chức vụ Tư lệnh). Mãi sau khi cuộc đảo chính thất bại, ông mới trở lại đơn vị tái nhiệm chức vụ Tư lệnh Sư đoàn 2. Sự việc này đã ảnh hưởng không nhỏ đến uy tín của ông đối với Tổng thống Ngô Đình Diệm.
Tháng 8 năm 1961, ông nhận chỉ thị bàn giao Sư đoàn 2 Dã chiến lại cho Đại tá Lâm Văn Phát để về Trung ương giữ chức vụ không có thực quyền là Tổng giám đốc Bảo An và Dân Vệ. nhận bàn giao từ Đại tá Lâm Văn Phát.
Cuối năm 1963, do bị thất sủng, nên khi cuộc đảo chính Tổng thống Diệm vào ngày 1 tháng 11 nổ ra, ông nhanh chóng ngả theo phe đảo chính. Khi nhận được tin Tổng thống Diệm đang ở Nhà thờ Cha Tam, các tướng lãnh chỉ huy đảo chính đã ra lệnh cho ông điều động một đơn vị M.113 đi đón. Tướng Mai Hữu Xuân được chỉ định đi theo để giám sát. Ngoài ra còn có các sĩ quan khác như Thiếu tá Dương Hiếu Nghĩa, Đại úy Phan Hòa Hiệp, Đại úy Nguyễn Văn Nhung, đi theo tháp tùng. Tuy nhiên, sau khi đoàn xe đón Tổng thống Diệm và người em trai Ngô Đình Nhu trở về Bộ Tổng tham mưu, cả hai đều đã chết trong hoàn cảnh đầy nghi vấn. Các sĩ quan đi trong đoàn xe đều trở thành những nhân chứng mập mờ trong sự kiện không bao giờ sáng tỏ này. Ông hứng chịu rất nhiều chỉ trích thay cho cấp trên vì trách nhiệm hộ tống này.
Ngày 30 tháng 1 năm 1964, ông tham gia cuộc Chỉnh lý do tướng Nguyễn Khánh cầm đầu, với mục đích loại bỏ vai trò của các tướng lãnh chỉ huy cuộc đảo chính 1 tháng 11 năm 1963. Do vậy, ông được tướng Nguyễn Khánh bổ nhiệm vào chức vụ Đô trưởng Sài Gòn thay tướng Mai Hữu Xuân sau khi bàn giao bộ Tư lệnh Đia phương Quân và Nghĩa quân lại cho Trung tướng Trần Ngọc Tám (Năm 1964, Địa phương quân và Dân vệ được cơ cấu thành Bộ tư lệnh Địa phương quân và Nghĩa quân trực thuộc Bộ Tổng tham mưu). Một tháng sau, ông được thăng cấp Thiếu tướng. Tuy nhiên, đến ngày 9 tháng 9, ông bị buộc phải bàn giao chức vụ Đô trưởng lại cho Giáo sư Trần Văn Hương. Quá bất mãn, bốn ngày sau vào ngày 13 tháng 9, ông tham gia cuộc binh biến biểu dương lực lượng do Trung tướng Dương Văn Đức cầm đầu, với mục đích loại tướng Nguyễn Khánh khỏi vị trí quyền lực. Cuộc binh biến bất thành, ông cùng nhóm sĩ quan liên quan bị đưa ra Tòa án binh do Trung tướng Nguyễn Ngọc Lễ làm Chánh thẩm xét xử. Dù sau đó, ông được tha bổng nhưng bị buộc phải giải ngũ vào cuối tháng 10 cùng năm và không được giữ bất kỳ chức vụ nào trong quân đội.
Tháng 9 năm 1969, khi Đại tướng Trần Thiện Khiêm được bổ nhiệm làm Thủ tướng, đã đề cử ông vào chức vụ Phụ tá Đặc biệt tại Phủ Thủ tướng đặc trách cứu trợ nạn nhân chiến cuộc kiêm phụ tá chương trình Bình định & Phát triển.
Ngày 24 tháng 7 năm 1973, ông từ trần vì lâm bệnh nặng, Hưởng dương 49 tuổi. Ông được truy tặng Đệ nhị đẳng Bảo quốc Huân chương. Tang lễ được cử hành trọng thể theo lễ nghi Quân cách của một tướng lãnh. An táng tại Nghĩa trang Đô thành Mạc Đỉnh Chi, Sài Gòn.
Sau này khi Nghĩa trang Mạc Đỉnh Chi bị giải toả, được thân nhân bốc mộ cùng với mộ phần của phu nhân, hỏa thiêu và chuyển tro cốt của 2 người cho các con ở bên Pháp cải táng tại Nghĩa trang Thiais, Paris.

## Huy chương
-Bảo quốc Huân chương đệ nhị đẳng
-Một số huy chương quân sự và dân sự khác

## Gia đình
- Phu nhân: Bà Đỗ Thị Ánh Tuyết (1936-1966, có tên Pháp là Denise).[8]